# Poesía épica serbia
La poesía épica serbia (en serbio: Српске епске народне песме) es una forma de poesía épica creada por los serbios originarios de la actual Serbia, Bosnia y Herzegovina, Croacia, Macedonia y Montenegro. Los principales ciclos fueron compuestos por autores serbios desconocidos entre los siglos xiv y xix. Ellas tienen que ver principalmente con los acontecimientos históricos y personajes. El instrumento en la realización de la epopeya serbia es la guzla.
La poesía épica serbia ayudó a desarrollar la conciencia nacional serbia. Los ciclos del príncipe Marko, los haiduques y los uscocos inspiraron a los serbios a restaurar la libertad y su pasado heroico. Los haiduques son vistos como una parte integral de la identidad nacional y, en las historias, aparecen como héroes: habían desempeñado el papel de la élite serbia durante el gobierno otomano, habían defendido a los serbios contra la opresión otomana y se prepararon para la liberación nacional y contribuyeron a ella en la revolución serbia.